# Église Saint-Sylvain de Cromac
Pour les articles homonymes, voir Église Saint-Sylvain.
L'église Saint-Sylvain est une église située à Cromac, en France.

## Localisation
L'église est située dans le département français de la Haute-Vienne, sur la commune de Cromac.

## Historique
L'église date du XIIIe siècle. Elle est fortement restaurée en 1904.
L'édifice est inscrit au titre des monuments historiques le 25 février 1936.